# マンクス

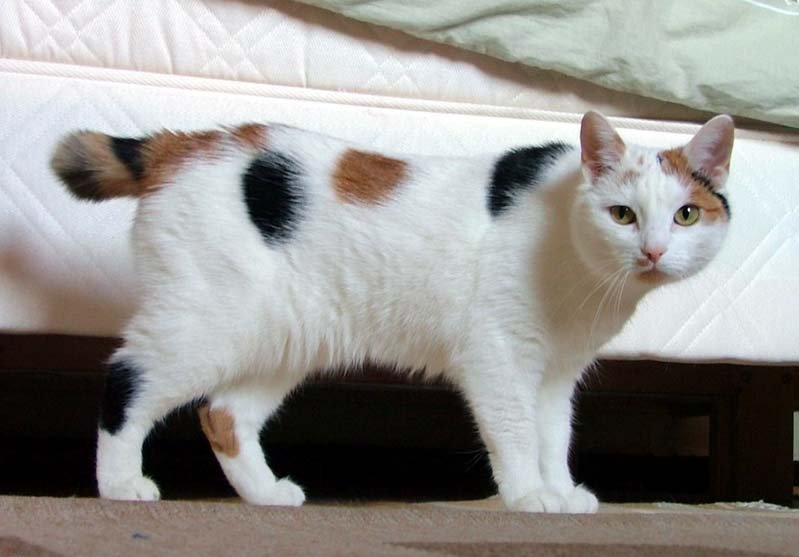
三毛のマンクス

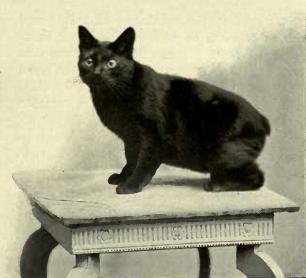
マンクスの黒猫

マンクス (Manx) は、イギリスのマン島を発祥とする尻尾の無いネコの品種である。尻尾が無いネコはこのマンクスとキムリックしかなく、マン島で突然変異的に数百年前に発生した無尾ネコの遺伝因子が、島という閉ざされた環境の中で固定され、島特有の固定種として定着したものと考えられている。猫の品種としてはイギリスで1901年にクラブが作られ登録された。

## 特徴
マンクスにはランピーと呼ばれる完全無尾のものやスタンピーと呼ばれる株のような動かない尾のあるもの、ロンギーと呼ばれる短めから長めの尾のあるものがある。このうちランピーのマンクスは本来尻尾が生えている場所が大変敏感なので、不用意に触ってはいけない。また、前肢より後肢が発達するためやや腰高になっており、ウサギのように跳ね回るような独特な歩き方をすることから「ラビット・キャット」という渾名もある。この腰高であることと尻尾が無いこと、そして顔の丸さから全体的に丸っこい印象を与えている。
繁殖については、ランピー（無尾）同士の交配だと、無尾遺伝子が致死遺伝子でもある為、流産や死産が起きたり、また子猫が誕生時や直後、もしくは成猫に成る前に腸や膀胱の異常などで死亡してしまったりする。またランピー（無尾）のマンクスを三代続けて掛け合わせることでも致死遺伝子が働いて子猫が生まれないなど、マンクス症候群と言われる特有の遺伝病があり、繁殖には専門的な知識が必要である。
同様の短い尻尾を特色とする猫の品種で最も有名なのはジャパニーズボブテイルである。マンクスの短尾の遺伝子は、ジャパニーズボブテイルの原型たる日本猫のそれとは無関係である。

## 伝承
マンクスには様々な迷信や伝説がある。
- ネズミを追いかけていた猫が、ノアの箱舟に最後に飛び乗ろうとしたものの尻尾を扉に挟んでしまった。
- マン島を根城にしていた海賊が、帽子の飾りとして長いネコの尻尾をみな切り取ってしまった。
- 断尾を繰り返し、尻尾が無い猫が産まれるようになりマンクスとなった。

## 性格
もの静かで利口な性格。引っ込み思案で用心深い面があるため、飼い主以外の見知らぬ人には懐きにくい可能性がある。